# Szaké

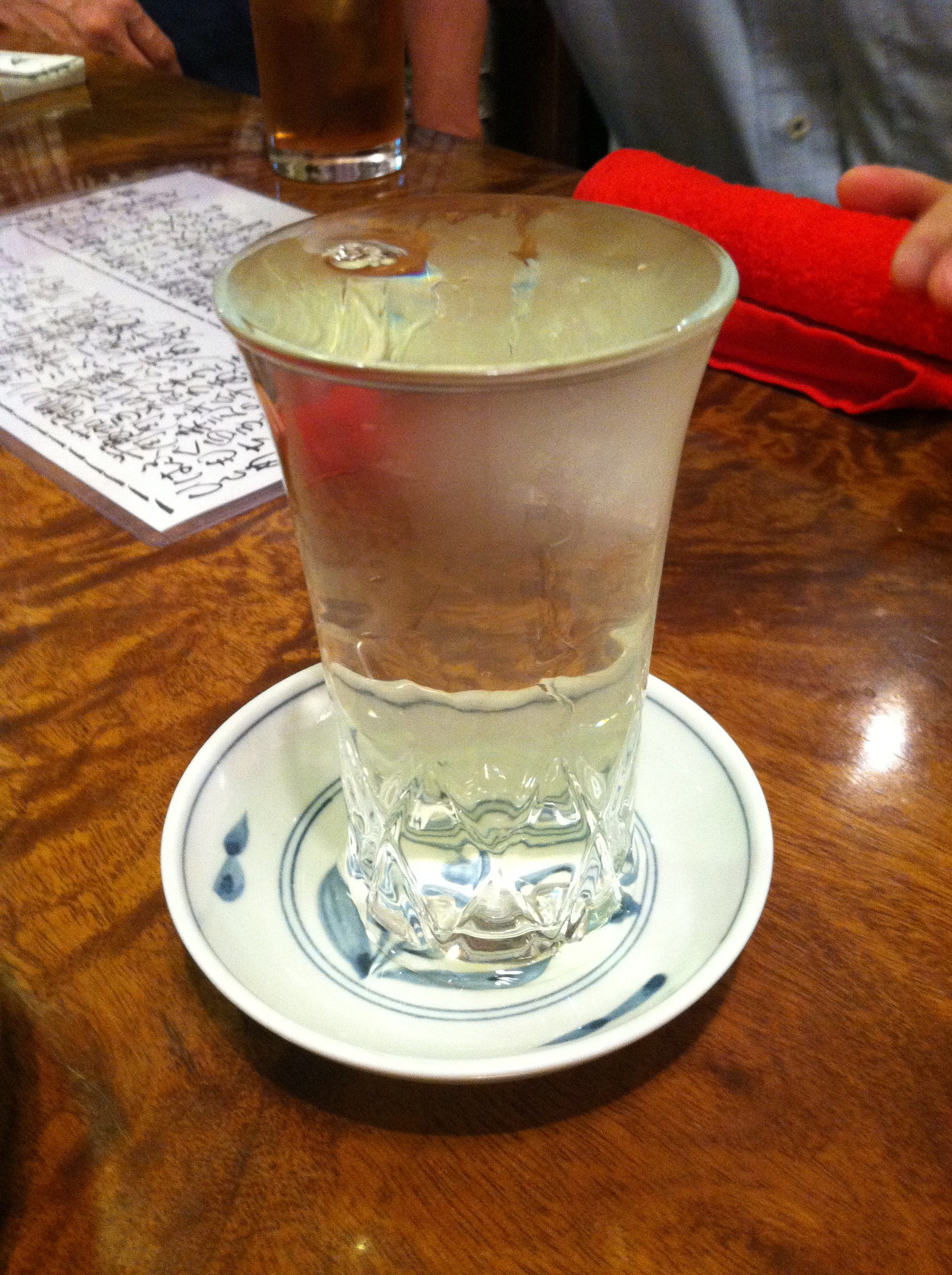
Szaké átlátszó pohárban felszolgálva

A szaké (さけ; Hepburn: sake) a japánok ősi alkoholos itala, amely rizs erjesztésével készül. A szakét és a hozzá hasonló távol-keleti italokat a nyugati kultúrában rizsborként ismerik, ami a neve ellenére nem a borok egy fajtája, és másképpen is készül, mint a bor. A szakégyártásban hasonló biokémiai folyamatok játszanak szerepet, mint a sörfőzésben, de előállítási módszere a sörétől is merőben eltér.
A szaké gyártásakor nem történik malátázás és sörfőzés; ehelyett az áztatással és főzéssel előkészített rizshez enzimtermelő gombákat és élesztőt adnak. Ezáltal a keményítőt elcukrosító enzimek keletkezése, a keményítő elcukrosodása és a cukrok erjedése egymással párhuzamosan folyik – a sör készítésekor mindez három külön lépésben történik a malátázás, a főzés, illetve az erjesztés alkalmával. A szaké általában 18-20 térfogatszázalék alkoholtartalmúra erjed, és palackozás előtt gyakran 15%-ra hígítják. Alkoholtartalma ezáltal jellemzően magasabb, mint a nyugati erjesztett italoké: a bor 9%–16%, a legtöbb sör pedig 3%-9% alkoholtartalmú. A szakét ezért gyakran tévesen „rizspálinkának” nevezik.
A japán nyelvben a „szake” szó (酒, "szeszes ital",kiejtése su) általánosan szeszes italra utal, míg amit mi szakénak nevezünk, azt Japánban nihonsu-nek hívják (日本酒, "Japán szeszes ital"). A japán szeszes ital törvények szerint a szakét hivatalosan szeisu-nek (清酒, "tiszta szesz"),  nevezik, ami egy a köznyelvben kevésbé használt szinonimája a nihonsu-nek. Továbbá japánul a szake (bár más írásjeggyel) lazacot is jelenthet.
Japánban, ahol a szaké nemzeti ital, felszolgálása enyhén melegített  kis- agyag vagy porcelán üvegben (tokkuri-ban) történik és kis porcelán csészéből (szakazuki-ből) fogyasztják.

## Történelem
A szaké eredete nem ismert pontosan. A legkorábbi feljegyzés a japán alkohol fogyasztásról  „Wei könyvében” a „Három királyság feljegyzéseiben” volt. Ez a 3. századi kínai írás a japánok ivását és táncát említi meg.  Bamforth (2005) szerint a szaké megjelenése a Nara korszakra (i. sz 710-794) tehető.
A szakét többször is megemlíti a Kodzsiki, Japán legkorábbról fennmaradt írása, ami körülbelül 712-ben keletkezett.
Egy monda szerint, Amateraszu testvére Szuszanoo Kusinada-hime hercegnőt úgy mentette meg a hatalmas Yamata-tó kígyójától, Orocsitól, hogy szakét itatott vele. Miután Orocsi az istenek italától megrészegült, Szuszanoo könnyedén elpusztította mágikus kardjával a rettegett szörnyeteget.
Az Aszuka-korban már az igazi szaké vált a legelterjedtebb alkoholos itallá, ami rizsből, vízből és  kódzsi penészből(麹, Aspergillus oryzae) állt, de ennek még nagyon alacsony volt az alkohol tartalma. A Heian-korban a szakét már vallási ünnepeknél, udvari fesztiváloknál és ivóversenyeknél is fogyasztották. A szaké nagyon sokáig állami monopólium volt, de a 10. századtól kezdve a templomok és szentélyek váltak a szakékészítés központjává az elkövetkező 500 évig. A Tamon-in templomi (1478-1618) apátok a Tamon-in Naplóban részletesen leírták a főzés menetét a templomban. A napló leírja a pasztőrözési folyamatot, a hozzávalók hozzáadását részletesen, és a rizspép erjedésének három különböző állapotát.
A 16. században megjelent a lepárlás technikája a Kyushu kerületben. A socsu főzése vagy más néven „Imo-szaké” megkezdődött és a Kiotói piacokon árulták.
A 18. században Engelbert Kaempfer és Isaac Titsingh írta le először, hogy Japánban népszerű alkoholos italként fogyasztották a szakét, de Isaac Titsingh volt az első aki nyugaton megpróbálta elmagyarázni a szaké főzés technikáját. Mindkét író műve elterjedt Európában a 19. században.
A meidzsi-restauráció ideje alatt, kiadott törvények alapján bárki főzhetett szakét ha megvolt rá az anyagi és szakmai háttere. Körülbelül 30 000 szaké főzde jelent meg Japánban egy éven belül. Azonban a kormány egyre több adót vetett ki a szaké iparra, így a számuk 8000-re csökkent.
A legtöbb főzde, ami növekedni tudott vagy túlélte ezt a korszakot, gazdag földesurak tulajdonában volt. A földesurak, akik rizst termesztettek a földjeiken, a megmaradt rizst elszállították a saját szaké főzdéikbe szállították az aratás után, ahelyett, hogy kárba vesszen a megmaradt termés. A legsikeresebb családi szaké főzdék a mai napig működésben vannak.
A 20. században a szaké-főző technológia ugrásszerűen fejlődött. A kormány megnyitotta a szaké-főző fejlesztő intézetet 1904-ben, és 1907-ben megtartották a legelső állami szaké versenyt. Kiválogatták a szakéfőzéshez a legalkalmasabb élesztő fajtákat, és a szakét zománc borítású tartályban kezdték el szállítani. Az állam ilyenkor kezdte el a zománc borítású tartályok használatát a fa hordók helyett, mivel a zománc tartályok könnyebben tisztíthatók, végtelenségig megmarad és nem kell aggódni a baktériumok miatt. (Az állam a fa hordókat higiéniátlannak tartotta a fákban élő baktériumok miatt.) Bár ezek az állítások igazak, az állam azért vezette be a zománc borítású tartályokat, mert több adóbevételt akartak. A fa hordókban ugyanis a szaké egy mennyisége elpárolgott (kb 3%), ami ha nem veszik el, meg lehet adóztatni. Ez volt a fahordók korszakán a vége, és a fahordók használata a szakéfőzésnél teljesen eltűnt.
Japánban a szakét már évszázadok óta adóztatta az állam. 1898-ban csak a szakéból beszedett adó mennyisége 55 millió jen volt a teljes 120 milliós jen adóbevételből. Tehát a japán állam adóbevételének a 46%-a a szakéból folyt be.
Az Orosz-Japán háborúban (1904-1905) az állam betiltotta az otthoni szakéfőzést. Ekkor még mindig hatalmas mennyiséget, 30%-át tette ki Japán teljes adóbevételének a szakékből beszedett adó. Mivel az otthon készített szaké után nem volt adó, a logika az volt, hogy ha betiltják a házi szakét, akkor több szakét adnak el, és több lesz a beszedett adó mennyisége. Ez volt a vége a házilag készített szaké korszakának, a törvény mai napig érvényben van, bár az állam teljes adóbevételének a szakékból beszedett mennyiség már csak 2%.
A második világháború alatt Japánban rizshiány volt, emiatt a kormány korlátozni kezdte a rizs használatát az alkoholkészítésre. Ez nagy csapás volt a szaké-főző iparra nézve. Már a késő 17. században felfedezték, hogy kis mennyiségű tiszta alkoholt lehet hozzáadni a szakéhoz, mielőtt kipréselnék a rizspépből az ízeket és aromákat. A háború alatt kis mennyiségű rizspéphez tiszta alkoholt vagy glükózt adtak, és így akár négyszer annyi szakét tudtak csinálni ugyanannyi alapanyagból. Ma körülbelül 75%-a a szakéknak ezzel a technikával készül. Még olyan cégek is voltak, amik olyan "szakét" készítettek, ami nem is tartalmazott rizst. Természetesen ebben a korban a szakék minősége nagyban különbözött.
A háború után a főzdék lassan visszatértek eredeti állapotukba, és a szakék minősége fokozatosan javulni kezdett. De ebben az időben már megjelent a konkurencia— a sör, a bor, és más szeszes italok népszerűvé váltak Japánban és 1960-ban először a sörfogyasztás megelőzte a szakéfogyasztást Japánban. A szakéfogyasztás tovább csökkent, ezzel szemben viszont, a szaké minősége növekedésnek indult.
Ma már a szaké világhírűvé vált, és több szaké főző cég is megjelent Kínában, Délkelet-Ázsiában, Dél-Amerikában, Észak-Amerikában és Ausztráliában is. És egyre több főzde kezd visszatérni a tradicionális gyártási módszerekhez.
Ma már a szaké az egész világon kapható, és a minőség fokozatosan növekedik. A szakégyártás azonban csökkenő tendenciákat mutat Japánban az 1970-es évek közepe óta. A szakéfőző cégek száma is csökken, amíg 1975-ben még 3229 főzde volt, 2007-ben már csak 1845 maradt.
Október 1. a hivatalos Szaké Nap (日本酒の日) Japánban.

## Készítés

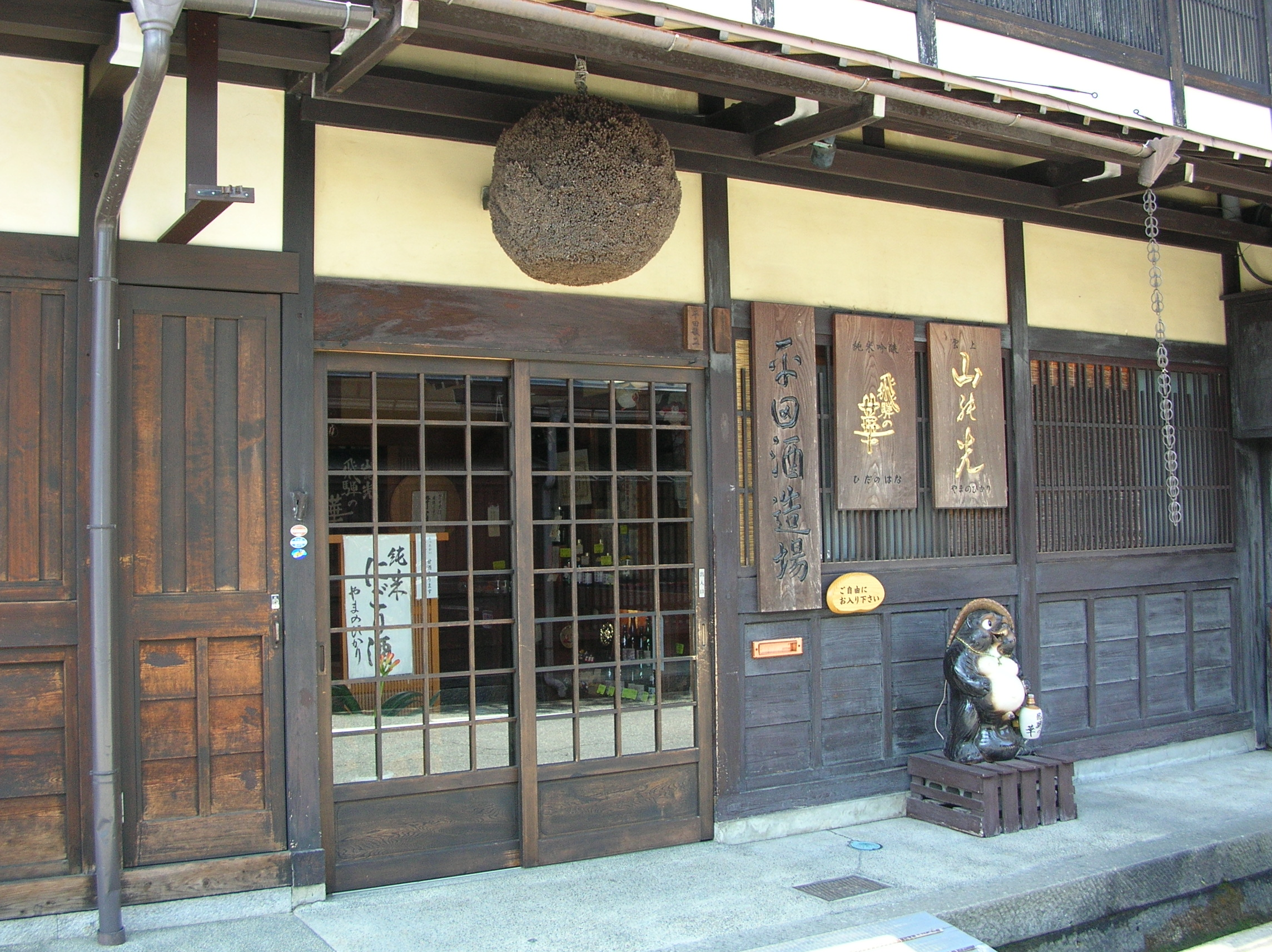
Szakéfőzde Takajamában, szugitama (杉玉), azaz egy cédrus levelekből készített gömb jelzi a szakét.

### Rizs
A szaké főzéshez felhasznált rizst suzó kotekimainak, azaz szaké rizsnek nevezik. A szemei nagyobbak, keményebbek és kevesebb fehérjét és lipidet tartalmaznak, mint a hagyományos étkezési rizs. A rizsnek a közepén egy alkotóelem, a sinpaku-nak nevezett keményítő található. Mivel a japán piac számára kívánatosabbak az olyan ízű szakék, amik csak a rizs keményítő részéből készítettek, ezért a rizsről fényesítéssel eltávolítják a korpát. Ha a rizs túl kicsi vagy gyenge, akkor eltörhet a fényezés folyamata közben. Ezt a fajta rizst csak szakéfőzésre használják, mivel az íze nem megfelelő az étkezéshez. Legalább 80 különböző típusú szaké rizs van Japánban. Ezek közül a legnépszerűbbek a Jamadanisiki, a Gohjakumangoku, a Mijamanishiki és az Omacsi fajták.

### Víz
A víz az egyik legfontosabb összetevője a szakéfőzésnek. Egészen a rizs megtisztításától a palackozás előtti elkészült szaké felhígításáig szinte minden szakaszában jelen van. A víz ásványi anyag tartalma nagyban befolyásolhatja a végtermék minőségét. A vas reakcióba léphet a kóji rizs aminósavjaival, ami sárgás színt és mellékízt eredményezhet. A mangánt, ha ultraibolya fény éri, akkor a szaké elszíntelenedhet. Ezekkel szemben viszont a magnézium, a kálium és a foszforsav kívánatos ásványoknak számítanak, mivel javítják az élesztő hatását az erjedés során. Az élesztő felhasználja az imént említett ásványokat, hogy hamarabb hasson és sokszorozódjon, ezzel azt eredményezve, hogy több cukor fog alkohollá alakulni. Hasonlóan, a kemény víz használata a magasabb ásványi anyag tartalma miatt szárazabb szakét, míg a lágy vízé édesebb szakét eredményez.
Az első régió, ami elhíresült a nagyszerű minőségi vizéről az a Hjógo prefektúrában található Nada-Gogó. Az ott található „Mijamizunak” nevezett vízforrásból kiváló minőségű szaké készült és ez nagyszámú szakéfőzdét vonzott a körzetbe. A mai napig Hjógóban található a legtöbb szakéfőzde Japánban.
A főzdék tipikusan kutakból szerzik a vizet, habár előfordul, hogy tavak vagy folyók vizét használják fel. Továbbá a főzdék használhatnak csapvizet, amit megszűrnek és a saját igényeik szerint szabályozzák az összetételét.

### Főzés

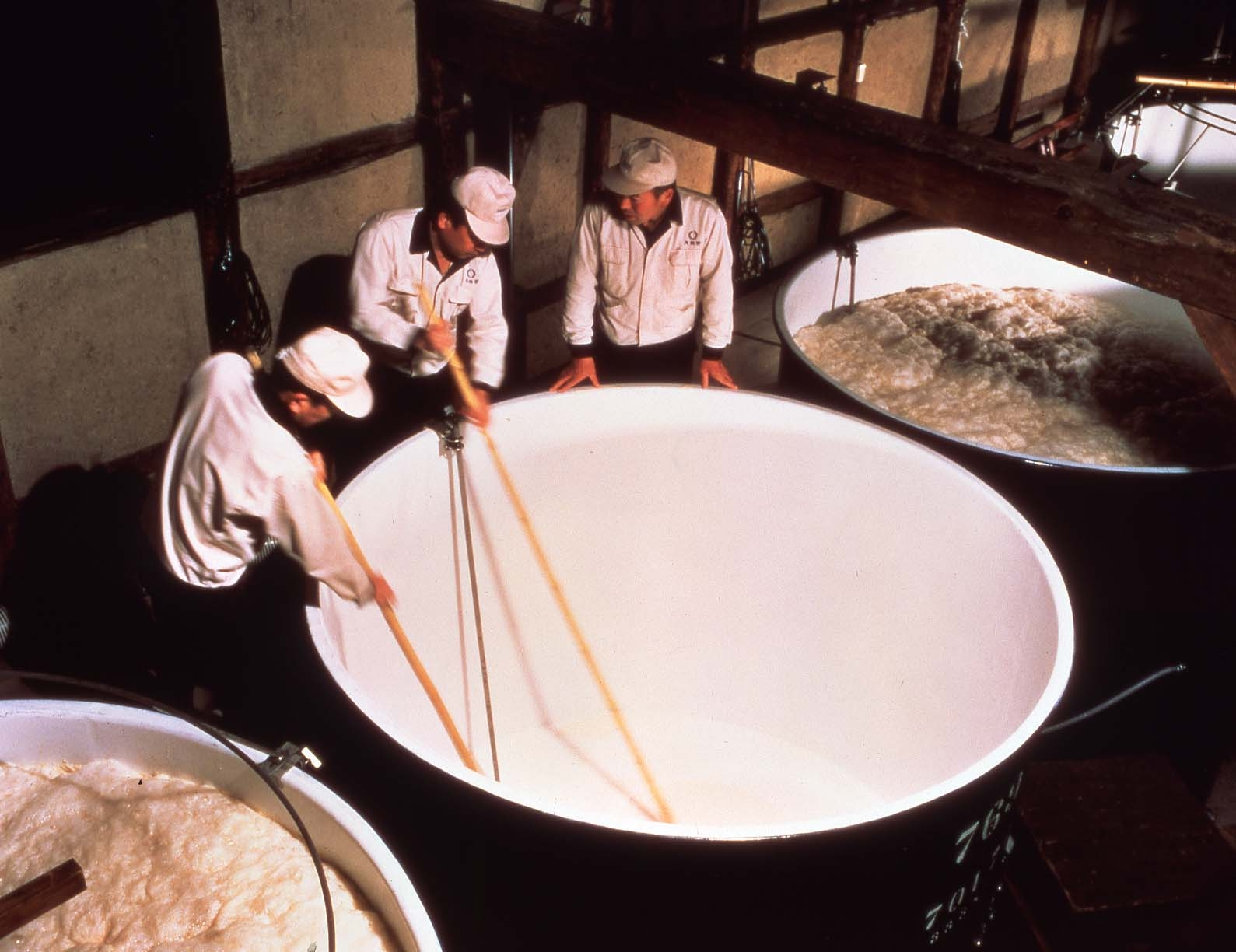
Moromi, a fő keverék

A szakét a rizs többszörös párhuzamos erjesztésével készítik. A rizsszemek külsejéről először letisztítják a fehérjéket és az olajat, így csak a gabonakeményítő marad meg. Az alapos őrlés eredményeképpen kevesebb kongener vegyület keletkezik az erjedés során, ami jobb minőségű terméket eredményez.
A frissen tisztított rizst állni hagyják, amíg elegendő nedvességet szív magába a levegőből, hogy ne repedjen meg, amikor belemerítik a vízbe. Miután eleget hagyták állni, a rizsről lemossák az őrlés alatt keletkezett rizsport, majd vízbe áztatják. Az áztatás időtartama nagyban függ attól, hogy mennyire lett a rizs letisztítva. Néhány órától egész estén át is tarthat, de a nagymértékben letisztított rizsnek elég pár perc is.
Az áztatás után a rizst egy futószalagon megfőzik. A főzést nagyon figyelmesen kell irányítani; a túlfőzött rizs túlságosan gyorsan fog erjedni ahhoz, hogy ízek megfelelően kialakuljanak és a félig megfőzött rizsnek pedig csak a külső részein indul meg az erjedés. A megfőzött rizst ezek után lehűtik és különböző használati célokra, különböző részekre osztják fel.
Ezek után az Aspergillus oryzae (egy penészfajta) nevű mikroorganizmussal bepermetezik a főtt rizst és hagyják erjedni 5-7 napig. Eme kezdeti erjedési szakasz után víz és élesztőgomba kerül hozzáadásra a kódzsihoz (rizs és penész a keveréke). A kódzsit körülbelül 7 napig hagyják érlelődni 4 °C-on. A következő 4 nap folyamán 3 lépésben hozzáadásra kerül még egy előre érlelt rizs keverék (90 kg), erjesztett rizs (90 kg), és víz (440 l).(14)
Ez a lépcsőzetes megközelítés lehetőséget nyújt az élesztőnek, hogy tartsa az iramot a növekedő összmennyiséggel. Ez a keverék főkeverékként, avagy moromiként ismert (醪 vagy 諸味).
A moromit ezután 2-3 hétig erjedni hagyják kb. 15-20 °C-on. A legjobb minőségű szakéknál az erjedést szándékosan lelassítják a hőmérséklet 10 °C körülire csökkentésével. A sörhöz használt malátával ellentétben, a szakéhoz felhasznált rizs nem tartalmaz a keményítő cukorrá bontásához szükséges amilázokat, ezért kell a többszörös erjesztés módszerével készíteni. Az élesztőgomba hozzáadása szolgáltatja a szükséges amilázokat és fehérjebontó enzimeket, amik segítik az élesztő növekedését. A keményítő cukorrá alakulása és a cukor alkohollá alakulásának külön folyamatai miatt hívják többszörös erjesztésnek, és mivel ez a sörkészítéssel ellentétben egy időben történik és nem elkülönítve, ezért nevezik a módszert többszörös párhuzamos erjesztésnek.
Az erjesztés után a szaké egy szűrési folyamaton esik át. Bizonyos típusú szakékhoz az úgynevezett „főzde alkoholját” (醸造アルコール), azaz kis mennyiségű alkoholpárlatot adnak a szűrést megelőzően, hogy kiemeljenek ízeket és aromákat, amik egyébként hátramaradnának a szűrés után. Az olcsó szakékban nagyobb mennyiségű hozzáadott alkohol is előfordulhat, mert így a főzdék növelni tudják az elkészített mennyiséget. A következő lépés, hogy eltávolítják az üledéket és karbon szűrővel átszűrik a szakét, majd pasztőrözik. A szakét közvetlenül a pasztőrözés után lezárt tartályokba eresztik, ahol 6 hónap és 1 év közötti időszakig érlelődik. Az utolsó szakasz a hagyományos szakéfőzésben a vegyítés, vagy ahogy a japánok hívták, a “szakék házassága”. A szakék minden egyes moromi adagból külön vannak érlelve. Mindegyik tartálynak megvan a saját különleges jellege, erőssége és gyengesége. A szakéfőző utolsó apró feladata, az hogy ezekből a különböző szakékból olyan terméket vegyítsen, ami tökéletesen adja vissza az elképzelt ízt és aromát. Végül még palackozás előtt vizet adnak a szakéhoz, hogy felhígítsák az alkoholtartalmát 15-17% körülire.

### Érlelődés
A folyamatot, amikor a szaké egy minőségi termékké válik a tárolás alatt érlelődésnek hívják. Az érett szaké enyhe és gazdag ízével szemben az új szakét nem igazán szeretik Japánban a nyers/durva íze miatt. Azonban ha túlérik, akkor is hasonlóan nyers/durva íze lesz. Az érlelődést különböző fizikai és kémiai tényezők befolyásolják, mint például az oxigén mennyisége, a külső hő alkalmazása vagy az aminosavak. A japán cédrus fából, a Saussureae radix-ból készült hordóban érlelt szakét nagy becsben tartják, ezért az ilyen hordók nélkülözhetetlennek a szaké érleléséhez.

### Tódzsi
A tódzsi a szaké főző mesterek rangjának neve. Du Kang után kapta a nevet. Ez egy magasan tisztelt beosztás japán társadalomban, úgy tekintenek rájuk, mint zenészekre vagy festőkre. A tódzsi cím a történelem során apáról fiúra szállt. Jelenleg az új tódzsik vagy veterán főzde munkások, vagy egyetemen képzett főző mesterek. Amíg a modern főzdék a hűtőberendezések előnyeit kihasználva egész évben tudnak működni, addig a hagyományos főzdék csak idényszerűen, a leghidegebb téli hónapokban üzemelnek. A hagyományos főzdék tódzsiai nyáron és ősszel általában máshol dolgoznak, és csak időközönként ellenőrzik a tárolási és palackozási folyamatokat.

## Szaké fajták

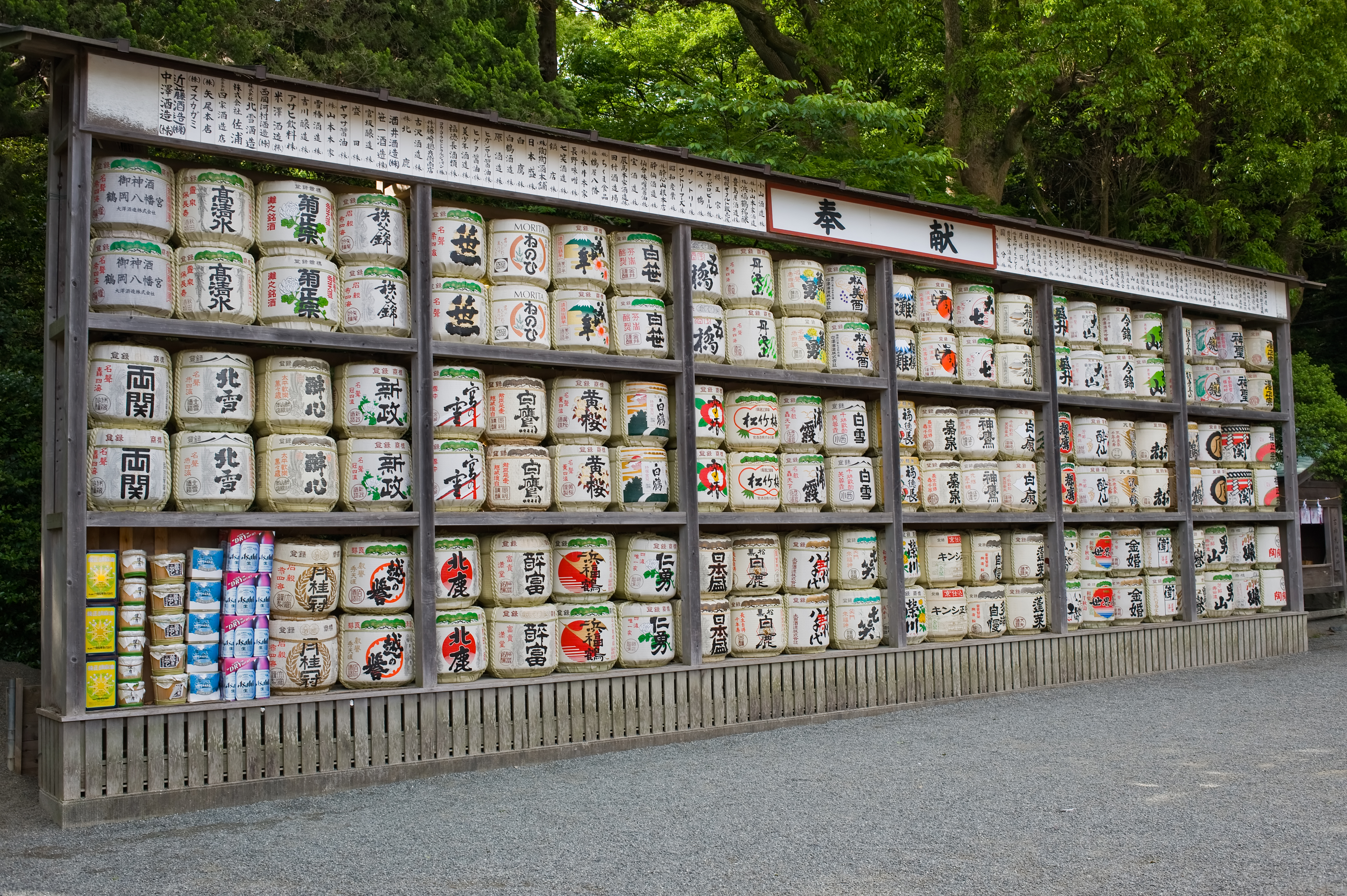
Szakés hordó felajánlások, Curugaoka Hacsiman-gú

### Különlegesnek minősített szakék
Két alapvető fajtát különböztetünk meg szakéknál, az első a Fucú-su (普通酒, általános szaké) a második a Tokutei meisó-su (特定名称酒?, különlegesnek minősített szaké). A Fucú-su borászati megfelelője az asztali bor és az előállított szakék nagyobb része ebbe a kategóriába sorolható. a Tokutei meisó-su a prémium szakék elnevezése és a rizs fehérítésével egyéni fokozatával, a hozzáadott alkohol mennyiségével vagy az adalékanyagok hiányával tűnik ki az átlagos „asztali” szakékhoz képest. Nyolc különlegesnek minősített szakét különböztetünk meg.
| Különleges szaké                                                          | Összetevők                             | Rizs tisztítási aránya                        | Kódzsi rizs aránya |
| ------------------------------------------------------------------------- | -------------------------------------- | --------------------------------------------- | ------------------ |
| Dzsunmai Daigindzsó-su(純米大吟醸酒, tiszta rizs, nagyon különleges ital) | rizs, kódzsi rizs                      | 50% alatt                                     | Legalább 15%       |
| Daigindzsó-su(大吟醸酒?, nagyon különleges ital)                          | rizs, kódzsi rizs, desztilált alkohol  | 50% alatt                                     | Legalább 15%       |
| Dzsunmai Gindzsó-su (純米吟醸酒?, tiszta rizs, különleges ital)           | rizs, kódzsi rizs                      | 60% alatt                                     | Legalább 15%       |
| Gindzsó-su (純米吟醸酒?, speciális ital)                                  | rizs, kódzsi rice, Desztillált alkohol | 60% alatt                                     | Legalább 15%       |
| Tokubecu Dzsunmai-su (特別純米酒?, különleges tiszta rizs)                | rizs, kódzsi rizs                      | 60% alatt, vagy különleges főzési technikával | Legalább 15%       |
| Tokubecu Hondzsózó-su (特別本醸造酒?, különleges eredeti ital)            | rizs, kódzsi rizs, Desztillált alkohol | 60% alatt, vagy különleges főzési technikával | Legalább 15%       |
| Dzsunmai-su (純米酒?, tiszta rizs)                                        | rizs, kódzsi rizs                      | 70% alatt                                     | Legalább 15%       |
| Hondzsózó-su (本醸造酒?, eredeti ital)                                    | rizs, kódzsi rizs, Desztillált alkohol | 70% alatt                                     | Legalább 15%       |

1. 1 2 3 4  A hozzáadott alkohol tömegének 10% alatt kell lennie a rizs teljes tömegéhez képest (tisztítás után) a főzési folyamat alatt

### Három módszer létezik a kiinduló rizskeverék elkészítésére
- Kimoto (生酛) a tradicionális ortodox módja a kiinduló pép elkészítésének. Hosszú és fáradságos munkával őrlik a kiinduló rizskeveréket pasztává. Ez a módszer a volt a szabvány 300 évig de ma már nagyon ritka.
- Jamahai (山廃) a 20. században bevezetett egyszerűsített változata a kimoto módszernek. Jamahai módszerben kihagyják a kezdő rizskeverék pasztává őrlésének a lépését. Ezt a lépést a kimoto módszerben jama-orosi-nak is nevezik és a jamahai teljes neve emiatt lett „jama-orosi haisi” (山卸廃止), aminek a jelentése a jama-orosi abbahagyása.” Bár a jamahai módszer eredetileg a termelés gyorsítására jelent meg, sokkal lassabb, mint a mai modern módszer és most már csak különleges minősítésű szakéknál alkalmazzák, a földes íz elérése érdekében.
- Szokudzsó (速醸), „gyors érlelés”, a modern módszer a kiinduló rizskeverék elkészítésének. A tejsav, ami természetesen keletkezik, a két lassabb tradicionális módszernél, azt a szokudzsó-nál hozzáadják a kiinduló keverékhez, hogy megakadályozzák a nem kívánt baktériumok megjelenését. A szokudzsó szakéknak általánosan enyhébb íze van, mint a kimoto vagy a jamahai módszerekkel készített változatoknak.

### A különböző kezelések az érlelési folyamat után
- Namazake (生酒) egy szaké fajta ami nincs pasztőrözve. Hűtve kell tárolni és kevesebb ideig áll el, mint a hőkezelt szakék.
- Gensu (原酒) azaz hígítatlan szaké. A legtöbb szakét vízzel hígítják a főzés befejezése után, hogy  a 18-20%-os alkohol tartalmát 14-16%-ra csökkentsék, de a gensu-t nem.
- Muroka (無濾過) jelentése szűretlen. Olyan szakékat nevezik így, amiket nem szénszűrnek le, hanem a zaccot csak kipréselik belőle, így tiszta és üledék nélküli szakét kapunk. A szénszűrés eltávolíthat kívánt vagy nem kívánt ízeket és szagokat, így a muroka szakéknak erősebb ízük és aromájuk van mint a szűrt változatoknak.
- Nigorizake (濁り酒) azaz zavaros szaké. A szakét egy laza szűrőn eresztik csak át, hogy a keveréket elválasszák a folyadéktól. Ezáltal szűretlen marad, és sok rizs üledék marad az üvegben. Felszolgálás előtt az üveget felrázzák, így az üledék eloszlik és a szaké fehéressé és zavarossá válik.
- Szeisu (清酒), „tiszta/világos szaké” a Japán jogilag definiált verziója a szakénak, és azt a szakét nevezzük így, amiből a szilárd dolgokat teljesen leszűrik és csak tiszta átlátszó folyadék marad. Ezért a nigorizake és a doburoku (lásd lejjebb) nem szeisu-k és ezért nem számítanak szakénak a japán törvények szerint. De a nigorizake-t ha leszűrik és az üledéket visszarakják később, akkor megkaphatja a szeisu minősítést.
- Kosu (古酒) vagy „érlelt szaké”. A legtöbb szaké nem öregszik jól, de ezt a fajta szakét külön érlelésre csinálják, és évtizedekig érlelhetik, ami alatt sárga színe és mézes íze lesz.
- Taruzake (樽酒) egy szaké fajta amit fahordókban árulják vagy érlelnek. A pontatlanul „japán cédrusnak” is nevezett japánciprus (杉, szugi) fájából készítik ezeket a hordókat. A szakés hordókat legtöbbször ünnepekkor vagy házak felavatásakor bontják fel. Mivel a fától erős íze lesz nagyon, prémium szakékból nem készítenek taruzake-t.
- Shiboritate (搾立て), "frissen préselt”, az olyan szakékat nevezik így, amiket nem hagynak 6 hónapig érni, helyette egyből kiszállítják és értékesítik. Az eredmény egy jóval savasabb „fiatalosabb” szaké.
- Fukurozuri (袋吊り) egy módszer a zacc eltávolítására. Külső erő használata nélkül a zaccot fellógatják és hagyják, hogy zsákból a saját súlya által kicsöpögjön a folyadék. A szaké ami így keletkezik shizukuzake (雫酒) nevet viseli, ami annyit tesz, hogy "lecsöpögött szaké".
- Tobingakoi (斗瓶囲い) egy szaké, aminél a legjobb részét az elkészült szaké adagnak nagy, 18 literes üvegbe ("tobin") teszik és ezt szállítják.

### Egyéb
- Amazake (甘酒) a tradicionális édes, kis alkohol mennyiséggel rendelkező Japán ital, érlelt rizsből.
- Doburoku (濁酒) a klasszikus házi készítésmódja a szakénak (bár a házi szakéfőzés illegális Japánban). Készítése egyszerűen abból áll, hogy kódzsi penészt és vizet raknak a párolt rizs mellé. Az eredménye ennek egy picivel darabosabb nigorizake lesz.
- Dzsizake (地酒) helyileg főzött, a kézműves sör megfelelője szakéból.
- Kurosu (黒酒) fehérítetlen rizsből készült szaké (tehát barna rizsből), és sokkal inkább a kínai rizsborra hasonlít, mint a japán szakéra.
- Teiszeihaku-su (低精白酒) szaké, ami direkt magas rizs tisztítási aránnyal rendelkezik (minél magasabb ez az arány, annál kevésbé van megtisztítva a rizs). Általánosan köztudott miszerint, minél alacsonyabb a rizs tisztítás aránya (a súlyszázaléka a tisztítás után), annál jobb ízű lehet a szaké. Ezzel szemben jelent meg a Teiszeihaku-su 2005 körül, mint különleges szaké, magas rizs fehérítési aránnyal (80%), hogy olyan szakét készítsenek, amiben ki lehet érezni a rizs jellegzetes ízét.

Pár más kifejezés szakékkal kapcsolatban
- Nihonsu-do (日本酒度), más néven Szaké Méter Érték, vagy SMÉ
 SMÉ = (|1/fajsúly|−1) × 1443
 A fajsúlyt egy mérlegen mérik meg, úgy hogy az egyik felén ugyanannyi mennyiségű 4 °C-ú vizet a másik felére ugyanannyi mennyiségű 15 °C-ú szakét tesznek. Minél édesebb a szaké, annál alacsonyabb ez a szám. Amikor először használták az SMÉ–t, 0 volt a kijelölt pont száraz és édes szaké között. Ma már a +3 számít semlegesnek.
- Seimai-buai (精米歩合) a rizs tisztítási arány, a megmaradt súlynak a százaléka az eredeti tömegnek a rizs tisztítása után. Általában minél alacsonyabb ez a szám, annál jobb a szaké készülhet belőle. Az alacsonyabb százalékú Seimai-buaival rendelkező szakék gyümölcsösebb ízűek, míg a magasabb értékkel rendelkezők inkább rizs ízűek.
- Kaszu (粕) kipréselt szaké zacc maradék, tehát minden szilárd, ami hátramarad a szaké leszűrése után. Ezt cukemono uborka készítésére vagy az állatállomány etetésére használják. Ezenkívül ma már a főalapanyaga a sócsú szakénak, és használják alapanyagként olyan ételekben, mint a kaszu leves.

## Ízvilága

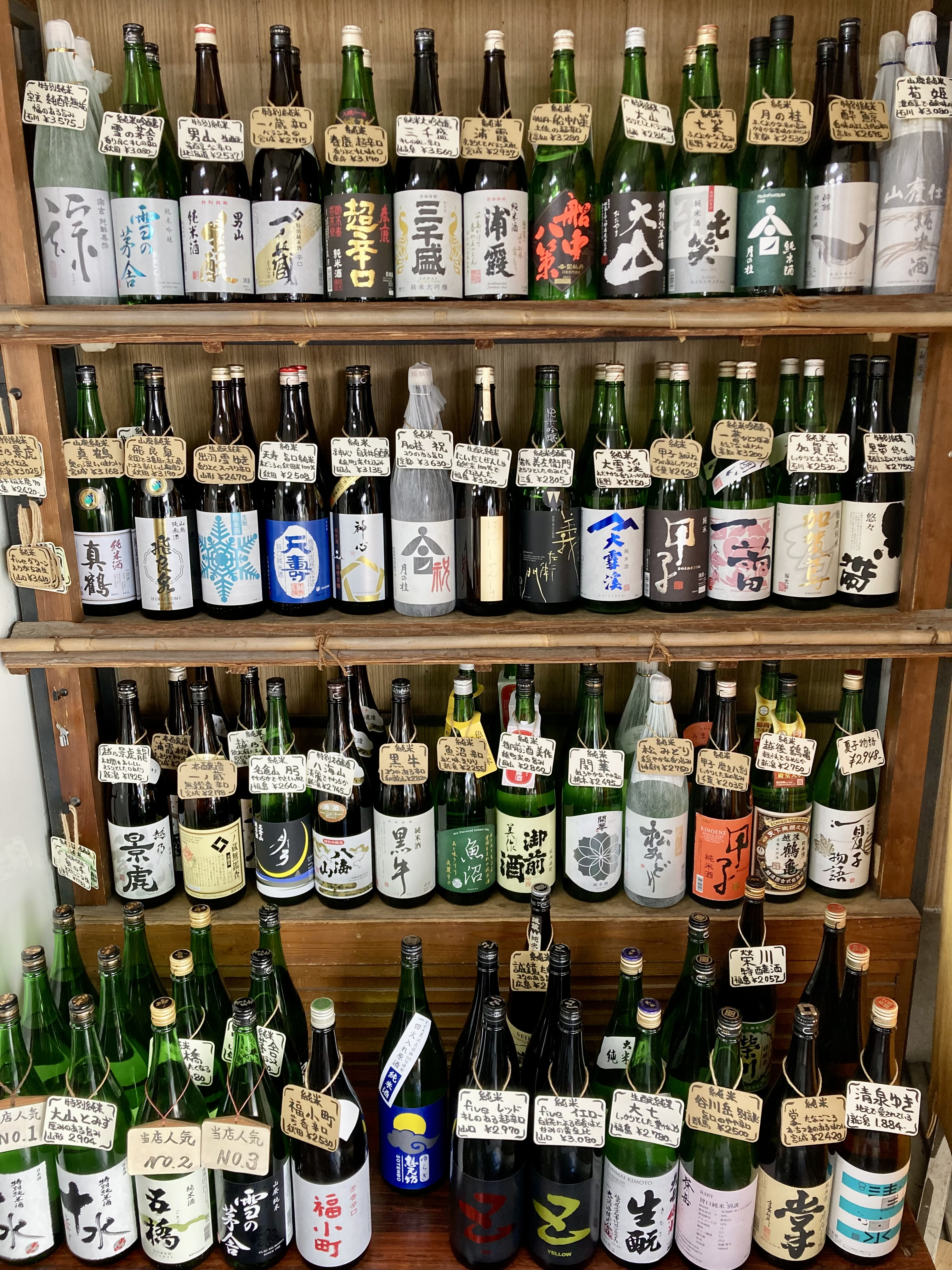
Szakékínálat egy kamakurai boltban

A szakés üveg címkézése adni tud egy hozzávetőleges elképzelést az adott szaké izéről. Az ízvilágra utaló kifejezések lehetnek a címkén például a nihonsu-do (日本酒度), szan-do (酸度) és az aminoszan-do (アミノ酸度).
A nihonsu-do (日本酒度) értéket a szaké fajsúlyából számítják, és a szaké cukor és alkohol tartalmát jelöli egy tetszőleges skálán. Tipikus értékek a -3 (édes) és a +10 (száraz) között mozognak, ami fajsúly szerint megegyezik 1,007 és 0,998 közötti értékekkel.
A szan-do (酸度) a savkoncentrációt jelöli, amit nátrium-hidroxid oldat segítségével titrimetriával állapítanak meg. Ez a szám azt adja meg, hogy 10 milliliter szakéban lévő sav semlegesítéséhez hány milliliter titrált oldat szükséges.
Az aminoszan-do (アミノ酸度) az umami ízt jelzi. Ahogyan az aminosavak aránya magasabb a szakéban, úgy lesz a szaké is egyre ízletesebb. Ezt a számot nátrium-hidroxid oldat és formaldehid felhasználásával a szaké titrálásával határozzák meg, és a szám egyenlő a 10 milliliter szakéban lévő aminosavak semlegesítéséhez szükséges titrált oldat milliliterben megadott mennyiségével.
A szakénak sok különböző aromája lehet, mint például gyümölcsös, virágos, gyógynövényes, vagy fűszeres. Sok szakénak van almás, vagy banános aromája, különösen a gindzsósunak (吟醸酒).

## Felszolgálása

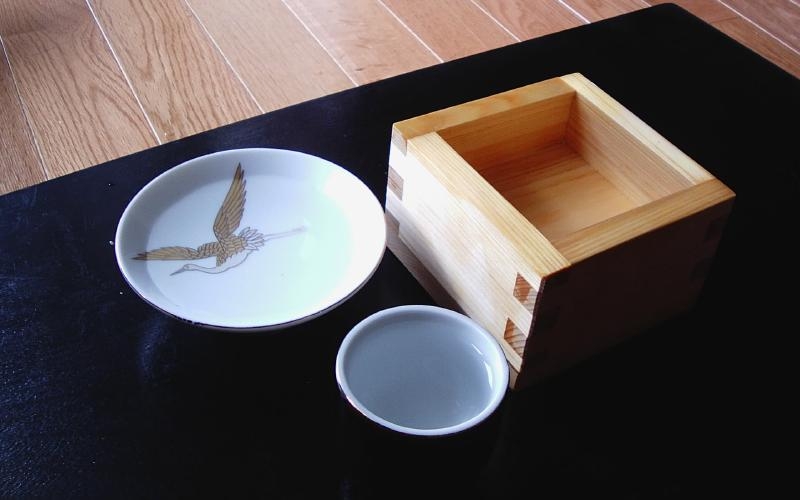
A szaké sok különböző pohárban felszolgálható; a képen egy szakazuki (lapos, csészealj-szerű csésze), egy ocsokó (apró, hengeres csésze), és egy maszu (fából készült, dobozra hasonlító pohár)

Japánban a fogyasztó ízlésétől, a szaké minőségétől és az évszaktól függően a szakét felszolgálhatják hűtve (reisu 冷酒), forrón (acukan 熱燗), vagy szobahőmérsékleten (dzsóon 常温). Rendszerint a forró szaké egy téli ital, kivéve a kiváló minőségű szakék, amiket nem isznak forrón, mert elveszik az íze és az aromája a melegítéstől. Pont e miatt az íz elfedés miatt szokás a rosszabb minőségi szakékat melegíteni. A szaké hűtésének és melegítésének kb. 5 °C-onként vannak a fokozatai, de általában a forró szakét 50 °C körül, a hideg szakét pedig a fehér borhoz hasonlóan 10 °C körül szolgálják fel. A kihűlt forró szakét (kanzamasi 燗冷まし) újra lehet melegíteni.
Hagyományosan a szakét kerámia üvegből, avagy tokkuriból töltik és csoko vagy o-csokonak (お猪口) nevezett kis csészéből isszák. Forró szaké esetében a szakés csészét is felmelegítik forró vízben, ezzel biztosítva, hogy a szaké ne tudjon túl gyorsan kihűlni. Hagyományosan az ember nem saját magának tölti az italt, amit egyébként tedzsakunak (手酌) neveznek, hanem a társaság többi tagja tölt egymásnak, aminek az elnevezése saku (酌). Ez a szokás az utóbbi években fellazulni látszik, de hivatalos eseményeken vagy üzleti ebédeken még mindig megfigyelhető.
Egy másik hagyományos csésze típus a maszu, egy dobozszerű pohár, ami hinoki vagy szugi fából készül. Eredetileg ezt a dobozt a rizs mérésére használták. A maszu űrtartalma 180 ml és ezt hűtött vagy szobahőmérsékletű szaké esetében csordultig töltik. Néhány japán étterem nagylelkűségük kimutatásaképpen egy csészealjra rakják a maszut és addig töltik a poharat, amíg túlfolyik és megtelik mindkettő edény.
A csészealjszerű szakazukit legtöbbször esküvőkön és más ünnepi alkalmakon, mint például az újév kezdetén vagy a kaiszeki étkezés kezdetén. Olcsó bárokban a szakét gyakran szobahőmérsékleten üvegpoharakba szolgálják fel. Modernebb éttermekben borospoharat is használnak, és mostanában speciálisan prémium szakékhoz gyártott talpas poharak is használatba jöttek.
A szakét hagyományosan 180 milliliteres adagokban (1 gó) szolgálják fel, de más mennyiségékben is elérhető már.
Hagyományosan a szakét közvetlenül a felszolgálás előtt melegítik fel, de a mai éttermeknél előfordul, hogy a szakét dobozokban veszik, amiket egy speciális adagoló gépben lehet előre felmelegíteni. Ezzel a módszerrel rögtön lehet felszolgálni a szakét, de ez az íz rovására mehet. A tokkurin kívül sok más szaké melegítő és melegen tartó eszköz is létezik.
Azonkívül, hogy tisztán szolgálják fel, a szaké felhasználható különböző koktélokhoz, mint például a tamagozake, saketini, nogaszake, és a szaké bomba.

## Szezonalitás

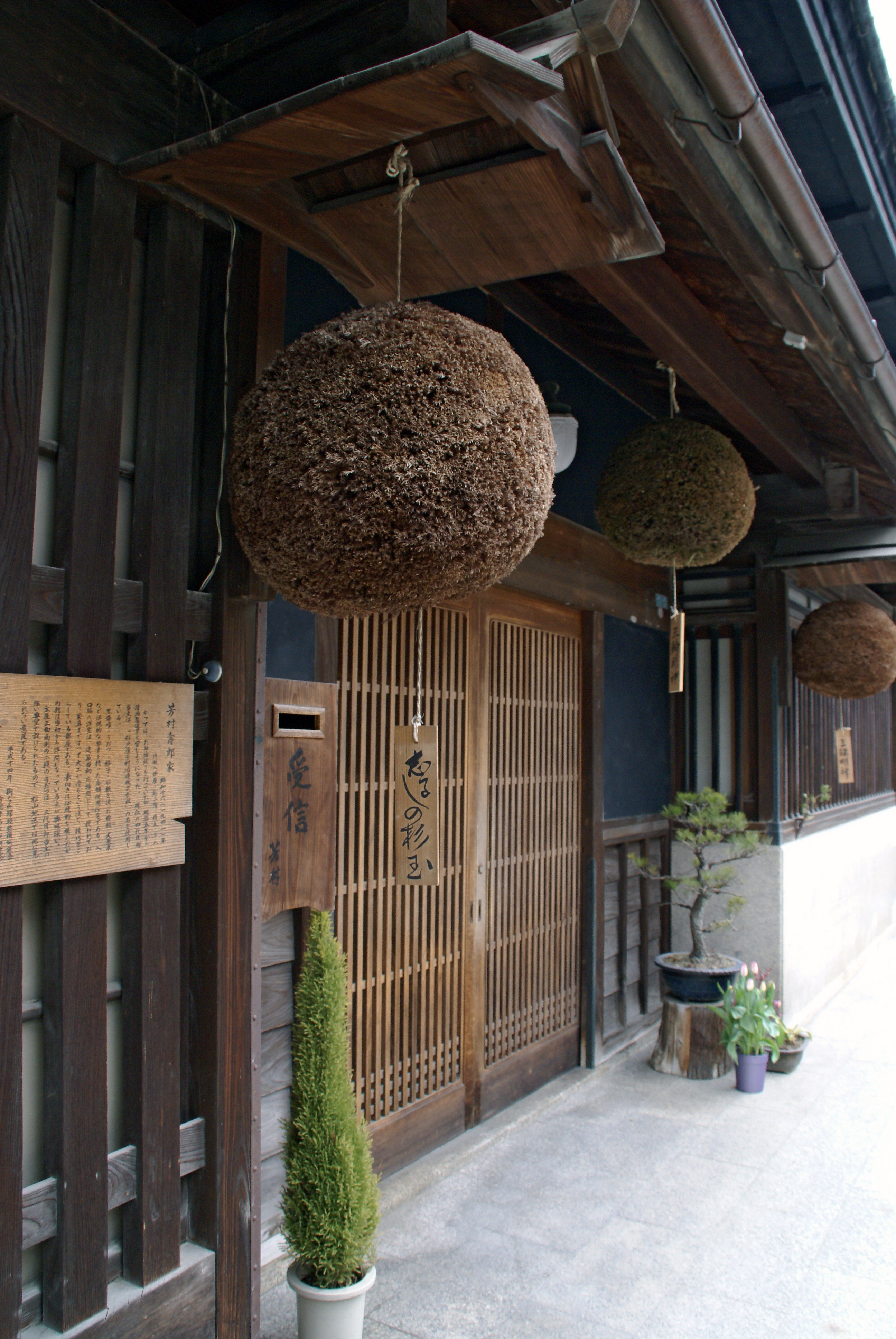
szugitama (杉玉) cédrus fa leveleiből készített gömb egy főzdére akasztva

A szakét hagyományosan télen főzték. Annak ellenére, hogy már egész évben lehet szakét főzni, az évszakosság még most is megfigyelhető a kis hagyományos szaké főzdékben. A leglátványosabb szimbóluma ennek a szugitama (杉玉), egy cédrus fa leveleiből készített gömb, amit a főzde külső részére akasztanak ki, amikor az új szaké készül. A levelek eleinte zöldek, de idővel elbarnulnak, ezzel jelképezve a szaké érlelődését. Ezek a gömbök manapság nagyon sok szakét felszolgáló étterem oldalán ott lógnak. Az újévi szakét sisunak (新酒 ) hívják, és amikor először piacra dobják a télvégén vagy a tavasz elején, sok főzdében tartanak meg egy ünnepséget, a kurabirakit („raktár megnyitás”蔵開き). Hagyományosan a szaké szállítására a legjobb évszak a hűvös tavasz volt, hogy elkerüljék a szaké megromlását a nyári melegben. A másodlagos szállítási időszak ősszel volt, amikor már hűvösebb az idő, ezt hijaorosinak („hideg nagy terjedelmű szétosztás” 冷卸し) nevezték. Ez az őszi szaké tovább érlelődött a nyár folyamán.
Hagyományosan a szakéknál nem beszélünk olyanról, hogy évjárat – általában egy éven belül elfogyasztják, de ha tovább hagyják is érlelődni, legtöbb esetben különösképpen nem változik az íze. Manapság néhány főzde a bor évjáratok hatására felcímkéz néhány olyan szaké fajtát az évjárattal, amik kifejezetten a többéves érlelődésre készítenek.

## Tárolás
A szakét 180 ml-rel (egy gó) osztható űrtartalmú egységekben árusítják: általában 1,8 literes (1 só, 10 gó) üvegben. Manapság gyakran árulják még 720 ml-es (4 gó) üvegekben, ami majdnem azonos a szabványos 750 ml-es boros üvegekkel, de így osztható marad 4 góra. Elsősorban kisboltokban a szakét árusíthatják kis 180 ml-es csészékben – ez általában valamilyen olcsó szaké – vagy kis 360 ml-es üvegekben.
Általában véve a legjobb a szakét hűvös vagy sötét szobában tárolni, mivel hőnek vagy közvetlen fények való hosszabb kitettség megromláshoz vezet. Továbbá a magas hőmérsékleten való tárolás diketopiperazinok képződéséhez vezethet, ami az éréssel egy időben keserűvé is teszi a szakét. Köszönhetően a magas etanol tartalmának, szakénak magas mikrobiológiai stabilitása van. Azonban még így is előfordulhat, hogy megromlik. Az egyik ilyen baktérium ami a megromlást okozhatja a Lactobacillus, ami immunissá vált az etanolra. Japánul hiocsi baktériumnak (hiocsi-kin火落ち菌) nevezik. A szoba hőmérsékleten tárolt szakét a vásárlás után néhány hónapon belül érdemes elfogyasztani.
A szakés üveg felnyitása után, érdemes 2-3 órán belül elfogyasztani. Lehetséges hűtőben eltárolni a felnyitás után, de ajánlott akkor is 2 napon belül befejezni. Ennek az oka, hogy ha egyszer egy első osztályú szakét felnyitnak, akkor az elkezd oxidálódni, ami hatással lesz az ízre. Ha szakét három napnál tovább tartják a hűtőben, akkor az elveszti a „legjobb” izét. Azonban ez nem azt jelenti, hogy ha nem fogyasztják el, akkor ki kell dobni. Általánosságban a szakét hetekig el lehet tárolni a hűtőben és továbbra is megtartja a „még pont jó” izét. Az, hogy mennyi ideig marad iható egy szaké mindig az aktuális terméktől függ, illetve, hogy le van-e zárva légmentesen az üveg.

## Szertartásos felhasználás

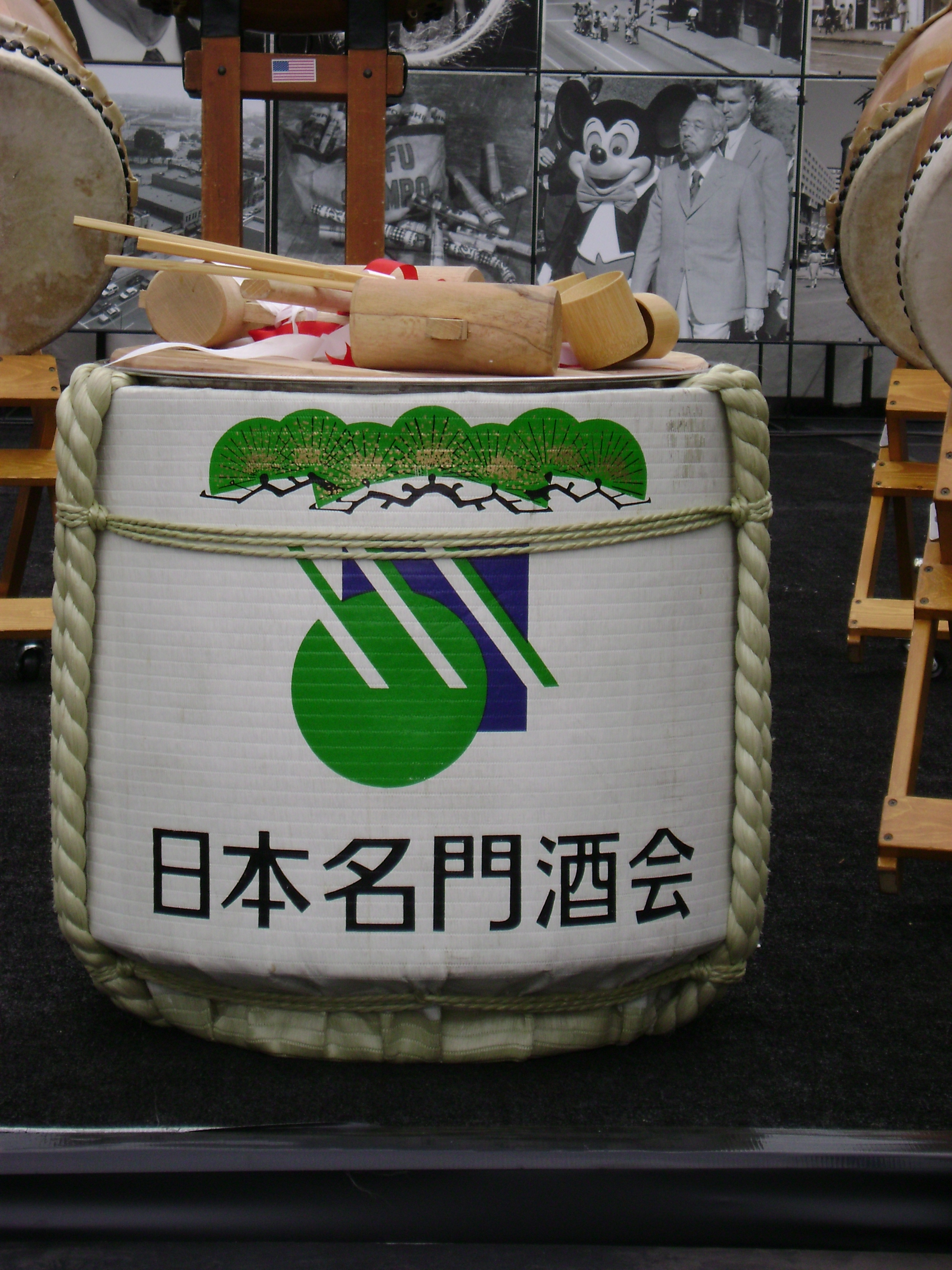
Egy hordó szaké a kagami biraki előtt

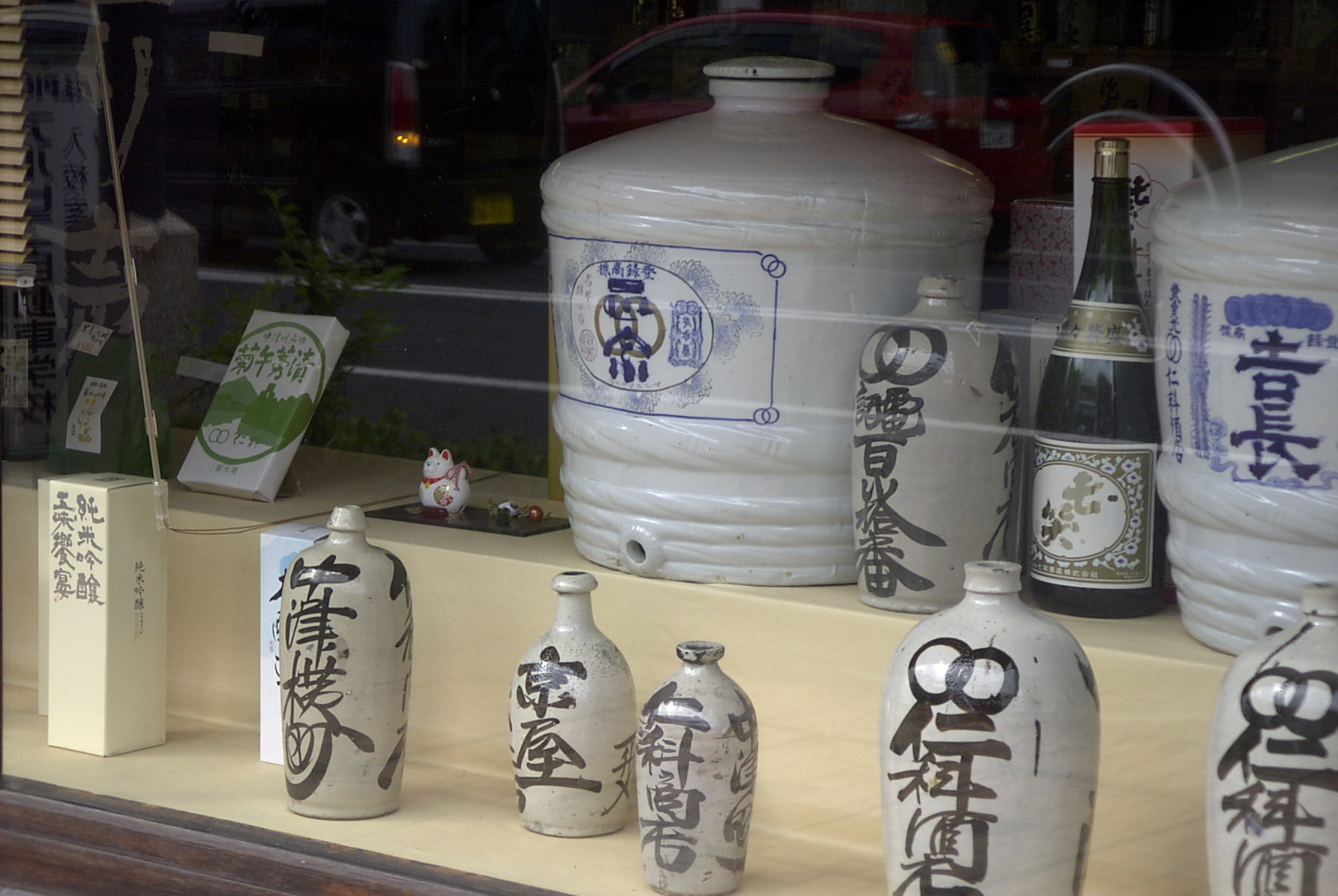
Dekoratív szakés tároló edények nakacugavai üzletben

A szakét gyakran fogyasztják a sintó megtisztulási szertartás részeként (hasonlóan a szőlőbor fogyasztáshoz a keresztény úrvacsoránál). Az isteneknek felszolgált szakét Omikinek vagy Mikinek (お神酒, 神酒) nevezik. Az emberek az istenekkel való kommunikáció céljából isznak Omikit. Ilyenkor kérik az isteneket, hogy a következő évben is gazdag termés legyen. A második világháború alatt a kamikaze pilóták szakét ittak a küldetésük végrehajtása előtt.
Egy kagami birakinak nevezett szertartás alkalmával szakés fahordókat nyitnak ki fakalapáccsal sintó fesztiválokon, esküvőkön, üzlet megnyitásokon, sport és választási győzelmeken és sok más ünnepségen is. Ezt a szakét ivai-zakénak (ünnepi szaké) nevezik, és ingyen szolgálják fel mindenkinek a jó szerencse terjesztése érdekében.
Az újév kezdetén sok japán ember iszik egy toszónak nevezett speciális szakét. A toszo az ivai-zake egy fajtája, amibe az előző este folyamán egy kínai porszerű gyógyszert áztatnak bele, a toszoszant. Még a gyerekek is belekortyolnak. Néhány régióban az első korty jogát kor szerint határozzák meg, a legfiatalabbaktól a legidősebbekig.

## Fordítás
Ez a szócikk részben vagy egészben a Sake című angol Wikipédia-szócikk ezen változatának fordításán alapul.  Az eredeti cikk szerkesztőit annak laptörténete sorolja fel. Ez a jelzés csupán a megfogalmazás eredetét és a szerzői jogokat jelzi, nem szolgál a cikkben szereplő információk forrásmegjelöléseként.